# Whitchurch-on-Thames
Whitchurch-on-Thames est un village et une paroisse civile situé à la frontière sud de l'Oxfordshire, en Angleterre. Le village est bordé par la Tamise, situé à 5,5 miles (environ 9 kilomètres) au nord-ouest de Reding. De l'autre côté du fleuve se trouve le village de Pangbourne.

## Histoire
L'Église paroissiale de Saint Mary est construite dans le style roman normand, avant d'être modifiée au courant du 15e siècle. En 1858, l'architecte néogothique Henry Woodyer (en) a complètement reconstruit l'église, conservant uniquement la porte sud de style normand, le porche perpendiculaire sud de style gothique et quelques autres éléments. La paroisse fait désormais partie du Langtree Team Ministry, une organisation de l'Église d'Angleterre qui inclut également les paroisses de Checkendon, Ipsden, North Stoke (en), Stoke Row et Woodcote.
Depuis le 16e siècle, Whitchurch est équipée d'un barrage et d'un pertuis sur la Tamise qui permettent de réguler le niveau de l'eau à des fins de commerce. En 1787, le pertuis est remplacé par une écluse, le Whitchurch Lock (en). Le Whitchurch Bridge (en), un pont taxé, reliant Whitchurch et Pangbourne est construit en 1792. La structure actuelle, toujours détenue par un privé, est la quatrième de la sorte, le pont ayant été reconstruit en 1853, 1902 et 2014. En 2023, une taxe de 60 pence est nécessaire pour le passage d'une voiture.

## Équipement
Whitchurch est équipée d'une école primaire et de deux pubs, le Ferryboat et le Greyhound Inn.